# Zagrody (gromada w powiecie kieleckim)
Zagrody (od 31 XII 1961 Sitkówka) – dawna gromada, czyli najmniejsza jednostka podziału terytorialnego Polskiej Rzeczypospolitej Ludowej w latach 1954–1972.
Gromady, z gromadzkimi radami narodowymi (GRN) jako organami władzy najniższego stopnia na wsi, funkcjonowały od reformy reorganizującej administrację wiejską przeprowadzonej jesienią 1954 do momentu ich zniesienia z dniem 1 stycznia 1973, tym samym wypierając organizację gminną w latach 1954–1972.
Gromadę Zagrody z siedzibą GRN w Zagrodach utworzono – jako jedną z 8759 gromad na obszarze Polski – w powiecie kieleckim w woj. kieleckim, na mocy uchwały nr 13c/54 WRN w Kielcach z dnia 29 września 1954. W skład jednostki weszły obszary dotychczasowych gromad Zagrody i Szewce oraz miejscowość Słowik z dotychczasowej gromady Zalesie ze zniesionej gminy Korzecko oraz stacja kolejowa Sitkówka, osada letniskowa Słowik-Willa i przystanek kolejowy Słowik z dotychczasowej gromady Posłowice ze zniesionej gminy Dyminy w tymże powiecie. Dla gromady ustalono 18 członków gromadzkiej rady narodowej.
31 grudnia 1961 do gromady Zagrody przyłączono a) wieś Kowala ze zniesionej gromady Bilcza i b) osadę młyńską Sitkowieckie Nowiny z gromady Chęciny; z gromady Zagrody wyłączono natomiast a) wsie Szewce i Zawada włączając je do gromady Chęciny i b) wieś Słowik Zalesie włączając ją do gromady Białogon; po manewrach tych gromadę Zagrody zniesiono przez przeniesienie siedziby GRN z Zagród do Sitkówki i przemianowanie jednostki na gromada Sitkówka.